# Biatló als Jocs Olímpics d'hivern de 2006 - 15 quilòmetres amb sortida massiva masculins
Als Jocs Olímpics d'Hivern de 2006 celebrats a la ciutat de Torí (Itàlia) es disputà una prova de biatló masculina sobre una distància de 15 quilòmetres en format de sortida massiva que, unida a la resta de proves, configurà el programa oficial dels Jocs. Aquesta fou la primera vegada que aquesta prova formà part del programa olímpic. Els biatletes havien de fer cinc voltes en un circuit de 3 quilòmetres disparant vint vegades, deu drets i deu més estirats. Cada error en els tirs comportà una penalització de 150 metres d'esquí de fons.
La prova es disputà el dia 25 de febrer de 2006 a les instal·lacions esportives de Cesana San Sicario. Hi participaren un total de 30 biatletes de 14 comitès nacionals diferents.

## Resum de medalles
| Or            | Argent        | Bronze               |
| Michael Greis | Tomasz Sikora | Ole Einar Bjørndalen |

## Resultats

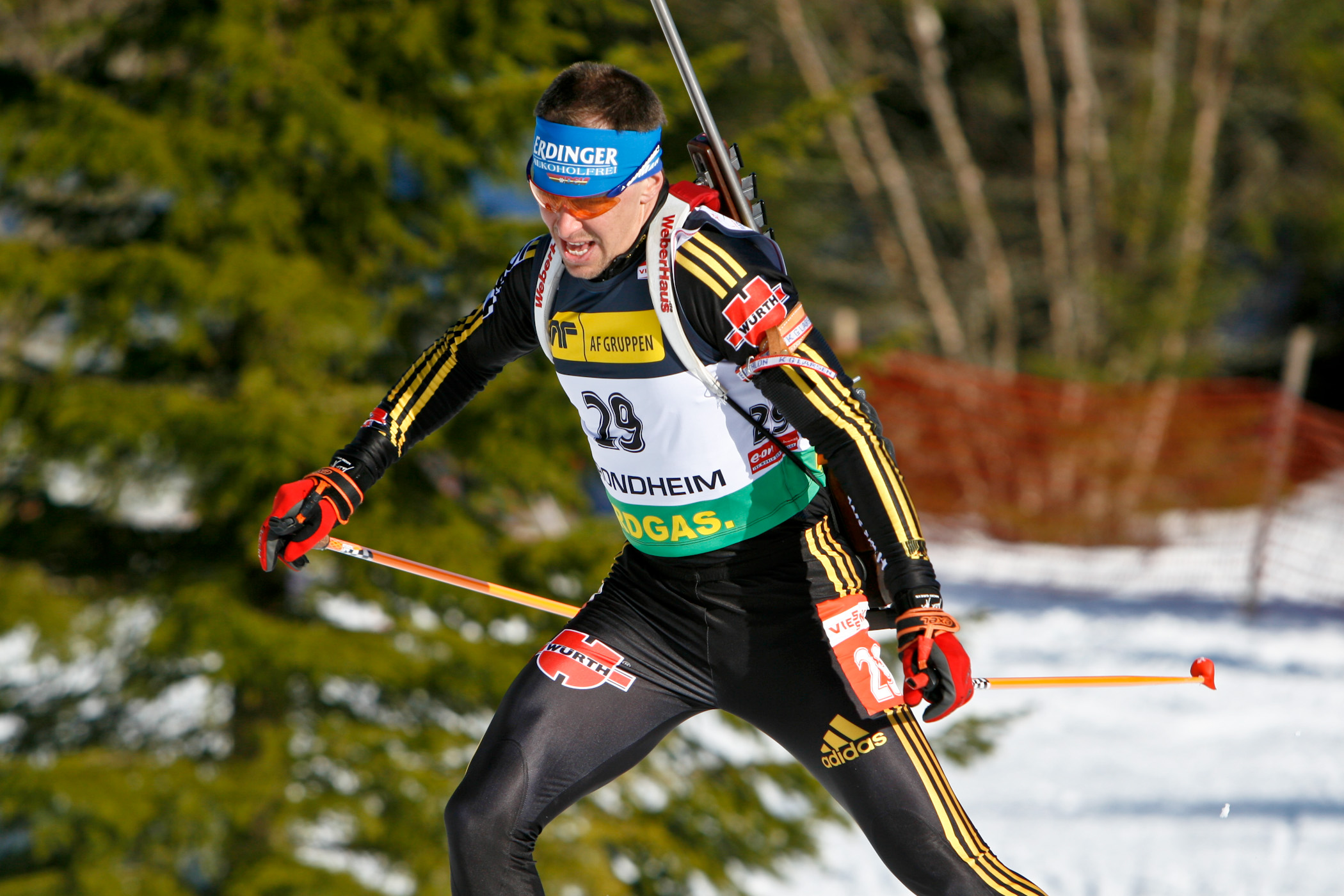
Michael Greis.

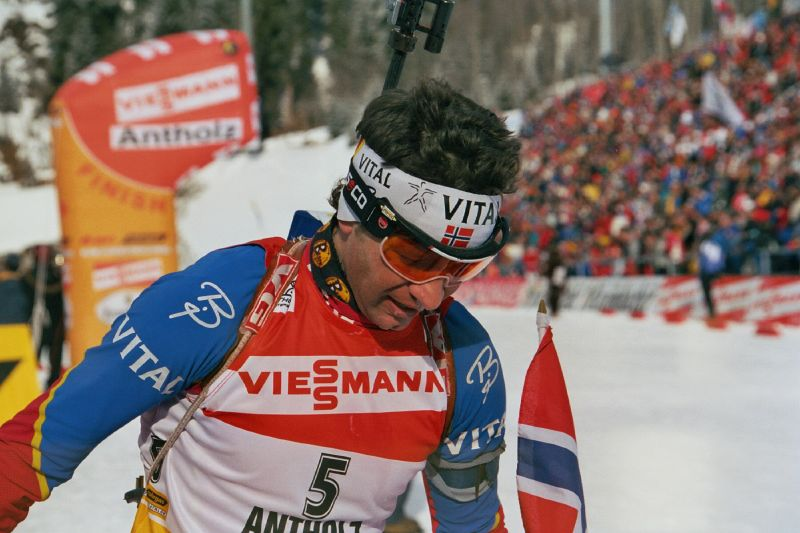
Ole Einar Bjørndalen.

| Posició | Nom                     | CON          | Penalització | Temps   |
| ------- | ----------------------- | ------------ | ------------ | ------- |
| 1       | Michael Greis           | Alemanya     | 1            | 47:20.0 |
| 2       | Tomasz Sikora           | Polònia      | 1            | +0:06.3 |
| 3       | Ole Einar Bjørndalen    | Noruega      | 3            | +0:12.3 |
| 4       | Paavo Puurunen          | Finlàndia    | 0            | +0:23.7 |
| 5       | Serguei Txépikov        | Rússia       | 0            | +0:39.1 |
| 6       | Emil Hegle Svendsen     | Noruega      | 2            | +0:53.8 |
| 7       | Halvard Hanevold        | Noruega      | 3            | +0:54.9 |
| 8       | Alexander Wolf          | Alemanya     | 2            | +0:55.3 |
| 9       | Christoph Sumann        | Àustria      | 2            | +0:57.4 |
| 10      | Michael Rösch           | Alemanya     | 3            | +0:59.9 |
| 11      | Vincent Defrasne        | França       | 4            | +1:00.7 |
| 12      | Raphaël Poirée          | França       | 2            | +1:04.9 |
| 13      | Jay Hakkinen            | Estats Units | 1            | +1:09.6 |
| 14      | Mattias Nilsson         | Suècia       | 1            | +1:17.7 |
| 15      | Maxim Tchoudov          | Rússia       | 4            | +1:20.2 |
| 16      | Julien Robert           | França       | 2            | +1:31.8 |
| 17      | Sven Fischer            | Alemanya     | 2            | +1:33.7 |
| 18      | Björn Ferry             | Suècia       | 2            | +1:36.4 |
| 19      | Frode Andresen          | Noruega      | 6            | +1:43.6 |
| 20      | Sergei Rozhkov          | Rússia       | 2            | +1:49.7 |
| 21      | Nikolay Kruglov         | Rússia       | 2            | +2:00.1 |
| 22      | Zdeněk Vítek            | Txèquia      | 2            | +2:01.3 |
| 23      | Roman Dostál            | Txèquia      | 4            | +2:09.9 |
| 24      | Wilfried Pallhuber      | Itàlia       | 2            | +2:21.5 |
| 25      | Rene Laurent Vuillermoz | Itàlia       | 4            | +2:33.1 |
| 26      | Christian De Lorenzi    | Itàlia       | 4            | +2:39.6 |
| 27      | Marek Matiaško          | Eslovàquia   | 3            | +2:51.1 |
| 28      | Ilmārs Bricis           | Letònia      | 3            | +3:07.6 |
| 29      | Carl Johan Bergman      | Suècia       | 4            | +3:34.4 |
| 30      | Kyoji Suga              | Japó         | 5            | +4:41.6 |